# Krisztián Forró
Krisztián Forró, maďarsky Forró Krisztián, (* 31. ledna 1976 Veľká Mača) je slovenský podnikatel a politik maďarské národnosti, od roku 2013 zastupitel Trnavského samosprávného kraje, v letech 2021 až 2024 předseda strany Maďarská aliancia (SZÖVETSÉG–ALIANCIA) a v letech 2020 až 2021 předseda Strany maďarskej komunity – Magyar Közösség Pártja (SMK-MKP).

## Biografie

### Studia
Studoval na maďarském Gymnáziu Zoltána Kodálye v Galantě, na Obchodní akedemii v Dunajské Středě a na Vysoké škole moderních obchodních věd (Univerzita Edutus) v maďarském městě Tatabánya.

### Politika
V roce 2004 vstoupil do Strany maďarskej koalície. Od roku 2011 byl okresním předsedou SMK-MKP v okrese Galanta. V letech 2020 až 2021 byl posledním předsedou SMK-MKP a v letech 2021 až 2024 předsedou strany SZÖVETSÉG–ALIANCIA (od roku 2023 oficiálním názvem Magyar Szövetség – Maďarská aliancia).
- V parlamentních volbách 2010 neúspěšně kandidoval na 133. místě kandidátní listiny SMK-MKP.
- V parlamentních volbách 2012 neúspěšně kandidoval na 13. místě kandidátní listiny SMK-MKP.
- V krajských volbách 2013 byl poprvé zvolen zastupitelem Trnavského samosprávneho kraje ve volebním obvodu č. 2 (okres Galanta).
- V parlamentních volbách 2016 neúspěšně kandidoval na 6. místě kandidátní listiny SMK-MKP.
- V krajských volbách 2017 byl podruhé zvolen zastupitelem Trnavského samosprávneho kraje ve volebním obvodu č. 2 (okres Galanta).
- V parlamentních volbách 2020 nekandidoval za MKÖ-MKS.
- V krajských volbách 2022 byl potřetí zvolen zastupitelem Trnavského samosprávneho kraje ve volebním obvodu č. 2 (okres Galanta).
- V parlamentních volbách 2023 neúspěšně kandidoval na 1. místě kandidátní listiny strany SZÖVETSÉG–ALIANCIA.
- V prezidentských volbách 2024 byl kandidátem strany SZÖVETSÉG–ALIANCIA na post prezidenta.[2]

## Soukromý život
Je ženatý, s manželkou Szilvií Fodor má tři syny. Žije v obci Veľká Mača (Nagymácséd).
Hovoří anglicky, maďarsky, německy a slovensky.